# Stemodia chiapensis
Stemodia chiapensis är en grobladsväxtart som beskrevs av Billie Lee Turner. Stemodia chiapensis ingår i släktet Stemodia och familjen grobladsväxter. Inga underarter finns listade i Catalogue of Life.